# Günther Kempf
Günther Kempf (* 11. Februar 1885 in Berlin; † 24. August 1961 in Hamburg) war ein deutscher Schiffbauingenieur, dessen Arbeitsschwerpunkt auf dem Gebiet der Hydrodynamik von Schiffen lag.

## Leben

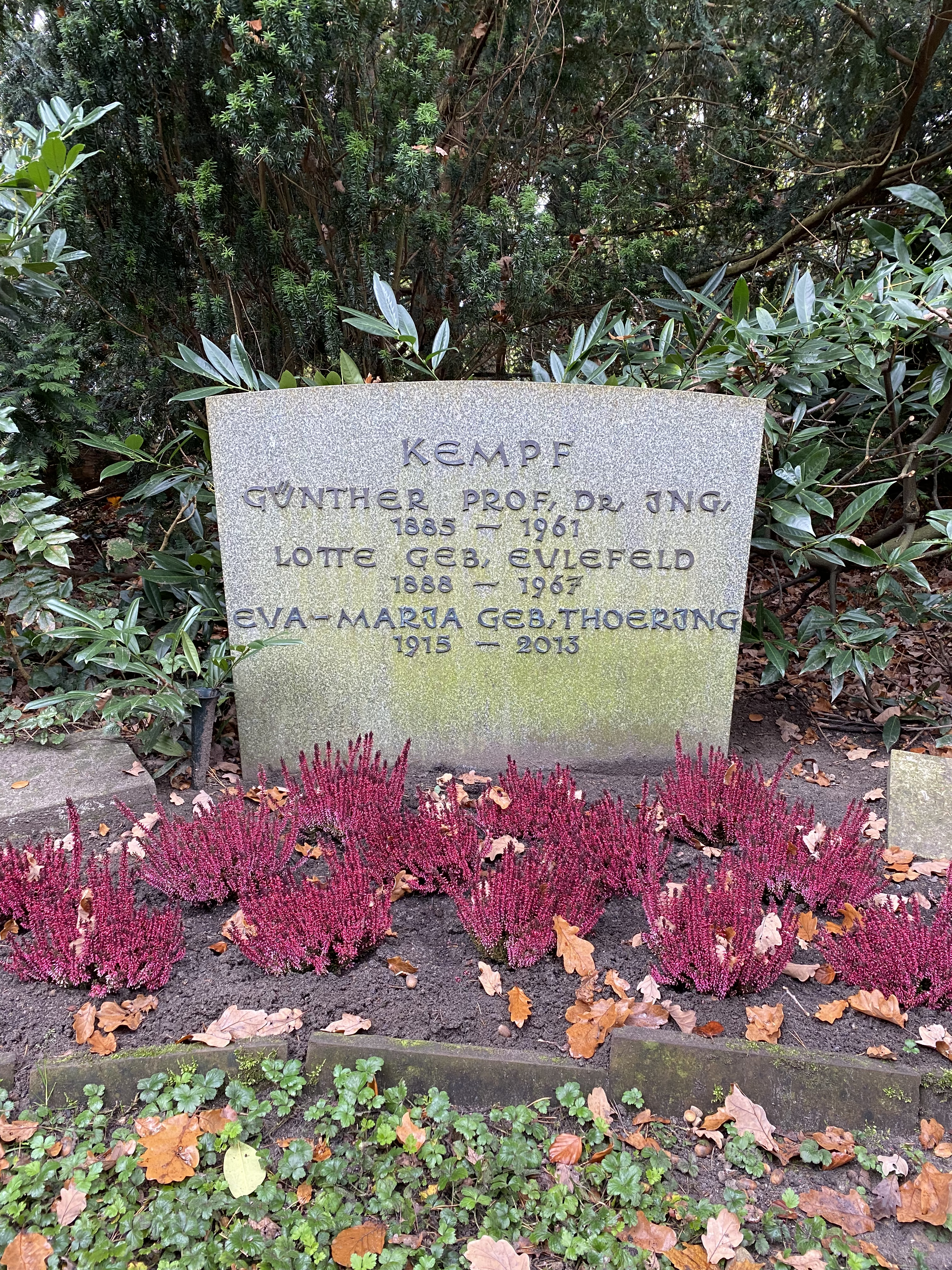
Grabstätte

Günther Kempf wurde 1885 in Berlin geboren und begann nach dem Schulbesuch zunächst eine Lehre auf der Papenburger Werft Jos. L. Meyer, der ein Praktikum als Marinebaueleve an Bord des Schulschiffs Stein folgte. 1905 nahm Kempf ein Studium an der Technischen Hochschule Berlin-Charlottenburg. Nach seinem Diplom im Jahre 1909 übernahm Kempf 1910 die Leitung der Schiffbautechnischen Versuchsanstalt der Schiffswerft Übigau von Friedrich Gebers. 1911 promovierte Kempf an der TU Dresden über das Thema Strömungsverlauf und einige Energieverluste in der Schiffsschraube. Kempfs Arbeit führte zu einer teilweise harschen Erwiderung von Gebers, dessen 1910 gehaltener eigener Vortrag über seine Versuche in Übigau von Kempf ebenfalls kritisch untersucht wurde. Schon 1911 wechselte Kempf als Lehrer zu den Technischen Lehranstalten in Hamburg, wo er mit einer Unterbrechung durch den Militärdienst bei der Torpedoversuchsanstalt in Kiel für elf Jahre blieb. 1922 wurde Kempf als Nachfolger von Carl Bruckhoff zum Direktor der Hamburgischen Schiffbau-Versuchsanstalt (HSVA) ernannt. Kempf wurde 1930 die silberne Denkmünze der Schiffbautechnischen Gesellschaft verliehen und 1942 wurde er zum Professor ernannt. Es war Kempfs besonderer Verdienstwährend der 33 Jahre unter seiner Leitung, die HSVA und ihre Anlagen vor dem Zweiten Weltkrieg stark ausgeweitet und nach den Zerstörungen des Krieges in kurzer Zeit wieder zur vorherigen Leistungsfähigkeit gebracht zu haben.
Während seines Lebens verfasste Kempf Bücher sowie Fachbeiträge, beispielsweise in den Zeitschriften Werft Reederei Hafen. Außerdem wirkte er über Jahre mit Fachvorträgen an der Lehre mit. Er knüpfte finanziell wichtige Verbindungen zur Maritimen Wirtschaft und begründete 1932 eine internationale Zusammenarbeit mit anderen Leitern von Schiffbauversuchsanstalten aus der später in etwas veränderter Struktur die International Towing Tank Conference (ITTC) hervorging.
Kempf verstarb am 24. August 1961 in Hamburg und wurde auf dem dortigen Friedhof Bergedorf beigesetzt.

## Schriften (Auswahl)
- Strahldruck- und Sogmessungen, In: Jahrbuch der Schiffbautechnischen Gesellschaft, J. Springer, Berlin, 1916
- Neue Ergebnisse der Widerstandsforschung, In: Werft, Reederei, Hafen, 1929
- Hydromechanische Probleme des Schiffsantriebs, Selbstverlag HSVA, Hamburg, 1932
- Die Fortschritte der Schiffbautechnik, Selbstverlag des Zentralverein für Deutsche Binnenschiffahrt, Berlin, 1936
- Die Stabilitätsbeanspruchung der Schiffe durch Wellen und Schwingungen, J. Springer, Berlin, 1938
- Die Entwicklung des Schiffbauversuchswesens seit der Jahrhundertwende unter besonderer Berücksichtigung der deutschen Institute und des 25jährigen Bestehens der Hamburgischen Schiffbau-Versuchsanstalt, J. Springer, Berlin, 1939.